# Direcció general del Llibre i Foment de la Lectura
La Direcció general del Llibre i Foment de la Lectura del Ministeri de Cultura i Esport és un òrgan d'aquest ministeri amb dependència orgànica directa del Ministeri.

## Funcions
Les competències d'aquesta direcció general es regula en l'article 4 del Reial decret 817/2018, de 24 de març, i li atorga les següents competències:
- La promoció i difusió nacional i internacional de les lletres espanyoles.
- La promoció de la lectura mitjançant campanyes de foment d'aquesta.
- La promoció del llibre mitjançant ajudes a l'edició i a la participació en fires i exposicions nacionals i internacionals.
- L'estudi i proposta d'actuacions en relació amb la indústria editorial i del llibre en general.
- La promoció i ajuda a la creació literària i a la traducció, mitjançant convocatòria i concessió de beques, premis i qualsevol altre tipus d'estímuls.
- L'elaboració de programes i plans per al foment i millora de les biblioteques, així com la coordinació i promoció de la cooperació bibliotecària.
- L'oferta de serveis tècnics i assessorament en matèria bibliotecària.
- La creació, dotació i foment de biblioteques de titularitat estatal.
- L'obtenció, explotació i utilització de dades de biblioteques.
- La coordinació i manteniment del Catàleg col·lectiu del patrimoni bibliogràfic.

## Estructura
La Direcció general del Llibre i Foment de la Lectura té sota la seva dependència els següents òrgans:
- Subdirecció General de Promoció del Llibre, la Lectura i les Lletres Espanyoles.
- Subdirecció General de Coordinació Bibliotecària.

## Directors generals
- Olvido García Valdés (2018-)[2]
- Óscar Sáenz de Santamaría Gómez-Mampaso (2017-2018) (DG d'Indústries Culturals i del Llibre)
- José Pascual Marco Martínez (2015-2017)
- María Teresa Lizaranzu Perinat (2012-2015)
- Rogelio Blanco Martínez (2004-2011) (DG del Llibre, Arxius i Biblioteques)
- Fernando Luis de Lanzas Sánchez del Corral (1999-2004)
- Fernando Rodríguez Lafuente (1996-1999)
- Francisco Javier Bobillo de la Peña (1994-1996)